# Gdebi
Gdebi é uma ferramenta que permite instalar pacotes .deb. Está disponível com interface gráfica, mas também possui interface de linha de comandos.
Depois de se baixar o arquivo .deb do programa desejado, basta abri-lo no Gdebi, que verificará, baixará e instalará as as pendências.
Uma alternativa ao apt-get no caso de pacotes que não estejam no repertório da distribuição.